# 福山市立城南中学校
福山市立城南中学校（ふくやましりつじょうなんちゅうがっこう）は広島県福山市光南町三丁目にある男女共学の公立中学校。

## 沿革
- 1947年4月1日 - 新学制施行により福山市立第三中学校として発足する。
- 1949年11月3日 - ナンバースクール制廃止により福山市立城南中学校に改称する。
- 1965年9月1日 - 住居表示実施により所在地表示が変更される。この時、学区調整も行われる。
- 1977年4月1日 - 生徒増加対策により福山市立誠之中学校が分離開校し、学区東南部が学区から離脱する。

## 校名の由来
- 福山城の南方に学区を有することから。

## 概要
- 福山市街地南部（おおよそ駅前大通り以東）、そして更にその南～東南方を学区とする中学校。福山市立誠之中学校開校前は福山市箕沖町まで広大な範囲（おおよそ入江から南、芦田川から北）を学区としていた。
- 生徒数は1971年頃1,500人近くになったこともあったが、福山市立誠之中学校の分離開校や少子化により現在は最高時の半分以下になっている。

## 学区
- 特別の事情がない限り福山市立川口・川口東・南各小学校の児童全員と福山市立多治米小学校の児童の一部が進学することになっている。各小学校の学区は以下の通りである。

福山市立川口小学校区
- 沖野上町一・二丁目
- 川口町（一丁目の一部を除く）
- 多治米町（二丁目の全域と一・三丁目の各一部）

福山市立川口東小学校区
- 川口町一丁目の一部
- 多治米町一丁目の一部
- 東川口町

福山市立多治米小学校区
- 沖野上町（三・四丁目の全域と五丁目30番）
- 多治米町（三丁目の一部と四～六丁目の全域）
- 千代田町

福山市立南小学校区
- 霞町一丁目
- 光南町
- 昭和町
- 住吉町
- 延広町
- 花園町
- 船町
- 松浜町
- 御門町
- 緑町
- 南町
- 明治町
- 元町

## 学区の地理

### 主要施設
- 天満屋福山店…福山市唯一の百貨店。
- ふくやま芸術文化ホール(リーデンローズ)
- 中央公園…かつては福山市民会館や野外音楽堂があった。現在は、福山ローズコム・・・福山市民図書館に代わる施設として整備されている。
- 福山市中央図書館…三吉町にあった従来の福山市民図書館に代わる施設として、中央公園内に建設された。
- 緑町公園
- ローズアリーナ
- 天満屋ハピータウン

※緑町公園・ローズアリーナ・元サンピア福山があるところにはかつて広島大学の分校があった。
- 中国新聞備後本社
- 三菱電機福山工場
- 国立病院機構福山医療センター（旧：国立福山病院）
- 福山市中央公民館
- 福山市農協本所

### 名所・旧跡・観光地
- ばら公園…毎年5月に福山ばら祭が開かれることで有名な公園。
- 福山市営競馬場…中国地方唯一の公営競馬場。現在、黒字困難により廃止。

### 教育機関（小学校以上）
- 福山市立川口小学校
- 福山市立川口東小学校
- 福山市立多治米小学校
- 福山市立南小学校

## 出身有名人
- 小林克也 - DJ・俳優
- 松井伸也 - 騎手
- 大田泰示 - プロ野球選手（横浜DeNAベイスターズ所属）

## アクセス
- 最寄の鉄道駅はJR山陽新幹線・山陽本線・福塩線福山駅である。但し、徒歩で行くと20分以上かかる。
- 最寄のバス停はトモテツバス御門町バス停または中国バス野上町バス停である。